# Муратова, Турсиной Каримжановна
Турсиной Каримжановна Муратова (9 мая 1970 года, Андижанская область, Узбекская ССР) — узбекский политический деятель, депутат Законодательной палаты Олий Мажлиса Республики Узбекистан IV созыва. Член Демократической партии Узбекистана «Миллий Тикланиш».

## Биография
Турсиной Муратова окончила Кыргызско-Узбекский университет. В 2020 году избрана в Законодательную палату Олий Мажлиса Республики Узбекистан IV созыва, а также назначена на должность члена Комитета по демократическим институтам, негосударственным организациям и органам самоуправления граждан Законодательной палаты Олий Мажлиса Республики Узбекистан.